# Picconia azorica
Picconia azorica — вид дерев'янистих рослин з родини маслинові (Oleaceae), ендемік Азорських островів.

## Опис
Цей вид є вічнозеленим чагарником або деревом, що росте до 8 м заввишки. Листки вічнозелені ланцетні або яйцеподібні, розташовані навпроти, із цілими полями. Рослина квітує з березня по липень, виробляючи маленькі білі квіти в пахвових кластерах. М'ясисті плоди — темно-сині кістянки довжиною ≈1.5 сантиметра, подібні до інших маслинових дерев.

## Поширення
Ендемік Азорських островів (знайдений на всіх островах окрім Грасіози).
Росте на скелях, ущелинах і лавових потоках або лісах Erica, Morella, Laurus.

## Використання
Цей вид історично використовувався для виробництва меблів та створення релігійних статуй на Азорських островах.

## Загрози й охорона
У минулому велика загроза цьому виду була створена надвисокою експлуатацією, коли населення кількох островів значно скоротилося. Нині дереву загрожує деградація середовища проживання через конкуренцію з чужорідними видами та від пасовищ. Туризм може стати важливою загрозою в майбутньому через збільшення кількості відвідувачів на природних територіях.
Цей вид представлений у Додатку II Директиви про середовище проживання. 53% населення рослини знаходиться в природних парках (англ. Island Natural Parks). Запропоновано, щоб збереження було спрямоване на забезпечення генетичної різноманітності цього виду, а також на посилення фрагментованих популяцій, управління екзотичними видами та переміщення кордонів природних парків, щоб включити більшу частину ареалу виду.